# Anti-Crisis Girl
Anti-Crisis Girl es un disco recopilatorio de la cantante ucraniana Svetlana Loboda. El álbum fue lanzado para promocionar a la artista en Europa tras su aparición en el Festival de la Canción de Eurovisión 2009.
Loboda participó en el concurso representando a Ucrania con la canción "Be My Valentine! (Anti-Crisis Girl)", incluida en este recopilatorio en inglés y ruso.

## Track listing
CD:
1. Be My Valentine! (Anti-Crisis Girl)
S.Loboda, Y.Matyushenko 2009
2. By Your Side
DJ Lutique 2008
3. Не Мачо
Ne Macho (Not Macho)
S.Loboda 2008
4. Мишка, Гадкий Mальчишка!
Mishka, Gadkiy Malchishka (Michael, Bad Boy!)
S.Loboda, M.Yasinsky 2007
5. Постой, Мушина
Postoi, Mushina (Stay, Man)
S.Loboda 2006
6. Чёрно-белая Зима
Chyorno-belaya Zima (Black & White Winter)
T.Demchuk 2006
7. Я Тебя не Помню
Ya Tebya ne Pomnyu (I Don't Remember You)
S.Loboda 2008
8. За Что?
Za Chto (What for?)
S.Loboda 2008
9. Чёрный Aнгел
Chyorniy Angel (Black Angel)
S.Loboda, G.Denisenko 2007
10. Парень, Ты НиЧё!
Paren, Ti NiCHo (You're Something!)
S.Loboda 2009
11. За Что? (Рок версия)
Za Chto (Rok versiya) (What for? (Rock version))
S.Loboda 2008
12. Be My Valentine (Anti-Crisis Girl) (Remix)
The Maneken 2009
13. Outro
T.Reshetko

DVD:
1. Be My Valentine (Anti-Crisis Girl)
Directed by A.Badoyev 2009
2. За Что?
Directed by S.Loboda 2009
3. Парень, Ты НиЧё!
Directed by A.Badoyev 2009

- Datos: Q4774156